# عرن أوليفييه
عرن أوليفييه (باللاتينية: Hypericum olivieri) نوع نباتي ينتمي إلى جنس العرن من الفصيلة العرنية. سمي على اسم عالم الحشرات والنبات غيوم أنطوان أوليفييه.

## الموئل والانتشار
موطنه بلاد الشام وتركيا.

## مرادفات للاسم العلمي
- (باللاتينية: Eremosporum olivieri Spach)
- (باللاتينية: Hypericum leptophyllum Hochst.)